# Török Pál Miklós
Török Pál Miklós (Kétegyháza, 1922. március 14. – ?, 2018. március) ny. ezredes.

## Élete
Anyai ágon ősei skót főnemesi családból származtak, apai ágon janicsárok voltak. 1940-ben a szegedi piaristáknál érettségizett. Ezt követően önkéntes katonaként szolgált a békéscsabai karpaszományos iskolában, ahol rangelsőként végzett. Innen került a Ludovika Akadémiára, ahol 1943. augusztus 20-án avatták hadnaggyá. Egyből a bácskai frontra került, összesen három alkalommal sebesült. Ausztriában került szovjet hadifogságba, ahonnan vonaton szállították előbb egy romániai, később egy szovjet hadifogolytáborba. Három év fogság után tért haza, de a hadseregből eltávolították. 1951-ben végzett mint gyógyszerész. 1956-ban részt vett a forradalomban, ezt követően internálták, bebörtönözték, majd a rendszerváltáskor rehabilitálták.